# Hold the Line
 Hold the Line  — це пісня каліфорнійського гурту «Toto». Автором композиції став
Девід Пейч - піаніст та основний автор колективу у той час.
«Hold the Line» була видана як перший сингл з однойменного, дебютного альбому «Toto» наприкінці 1978 року. Сингл став дуже успішним. Сама пісня, на певний період, стала головною візитною карткою гурту. Саме завдяки успіху цієї композиції, про молодих каліфорнійців дізналися як у Штатах, так і в Європі та Японії.
Являючись однією з найвідоміших пісень «Toto», «Hold the Line» виконується майже на всіх концертах гурту.

## Композиції
Сторона А
1. Hold The Line	3:29

Сторона Б
1. Takin' It Back	3:44

## Місце у чартах
| Чарт                   | Місце |
| ---------------------- | ----- |
| UK Singles Chart       | 14    |
| U.S. Billboard Hot 100 | 5     |

## У поп-культурі
«Hold the Line» увійшла до саундтреку гри Grand Theft Auto: San Andreas, де її можна почути на вигаданій радіо-станції "K-DST".